# Mu Se District
Mu Se District är ett distrikt i Myanmar.   Det ligger i regionen Shanstaten, i den nordöstra delen av landet, 500 km norr om huvudstaden Naypyidaw.